# Heimarmene
Heimarmene (altgriechisch εἱμαρμένη heimarménē, deutsch ‚Verhängnis, Schicksal‘) ist die Verkörperung des unabwendbaren Schicksals in der griechischen Philosophie und Mythologie. Als Schicksalsgöttin wird sie mit Ananke gleichgesetzt.
Der Begriff der Heimarmene taucht bereits bei den ionischen Naturphilosophen und zentral bei Heraklit auf und wurde von der älteren Stoa weiterentwickelt. Problematisch war stets der Gegensatz zwischen der Heimarmene, der Vorsehung, als Weltgesetz und unausweichliches Schicksal auf der einen Seite, und dem Einwirken der Gottheit und der Willensfreiheit des Menschen auf der anderen Seite.
Der Gegensatz zwischen Vorsehung und göttlichem Wirken wurde gelöst, indem die Möglichkeit göttlichen Einwirkens verneint wurde, was eine der Wurzeln des antiken Atheismus wurde.
Der Gegensatz zwischen Vorsehung und menschlicher Verantwortlichkeit und Willensfreiheit wurde bei Poseidonios dahingehend gelöst, dass die Heimarmene als zur materiellen Welt (φύσις phýsis) gehörig betrachtet wurde. Der menschliche Körper und die Sinne unterliegen zwar der Physis, nicht aber die Seele, wodurch sich das Ziel ergibt, die Seele von den Einwirkungen der Körperwelt und der Heimarmene frei zu machen.
Von dieser Sichtweise ausgehend erlangte die Heimarmene größte Bedeutung in der antiken Astrologie, im Neuplatonismus und in der Hermetik.